# コード・ブルー -ドクターヘリ緊急救命- 2nd season オリジナル・サウンドトラック
『コード・ブルー -ドクターヘリ緊急救命- 2nd season オリジナル・サウンドトラック』（コード・ブルー ドクターヘリきんきゅうきゅうめい セカンド・シーズン オリジナル・サウンドトラック）は、佐藤直紀によるフジテレビ系月9ドラマ『コード・ブルー -ドクターヘリ緊急救命- 2nd season』のサウンドトラック。2010年3月3日にポニーキャニオンより発売された。

## リリース・音楽性
通常盤のみの1形態で発売。佐藤直紀が音楽を担当するフジテレビ系月9ドラマ『コード・ブルー -ドクターヘリ緊急救命- 2nd season』のサウンドトラックで、主題歌であるMr.Childrenの「HANABI」のアレンジ・バージョンを含むドラマの劇伴を全14曲収録している。

## 収録曲
- 全作曲・編曲：佐藤直紀（#14除く） / プロデュース：荒木浩三

1. Code Blue [3:54]
from 「Code Blue 1st season Main Theme」
2. Vivid Circling [3:30]
3. Evident Sequence [4:31]
4. Mindful Hue [4:46]
5. Plaster Hereafter [3:45]
6. Dab [2:44]
7. Stabbing Revolve [3:01]
8. Subsist [2:23]
9. Fairness [3:02]
10. Longing Descant [5:49]
11. Portray Do [2:14]
12. Honorable Tune [4:21]
13. Advance Influence [3:49]
14. HANABI 〜Code Blue strings version〜 [5:20]
  - 作曲：桜井和寿 / 編曲：佐藤直紀

Mr.Childrenの33rdシングルのインストゥルメンタル・アレンジ・バージョン。

## 参加ミュージシャン
- 蓜島公二：Conductor
- 篠崎正嗣Strings：Strings
- 鈴木秀俊：E.G
- 山内和義：E.B
- 大久保敦夫：Drums
- YUCCA：Vocal
- 佐藤直紀：Other Instruments Programming